# Paul McNamee
Pour les articles homonymes, voir McNamee.
Paul McNamee, né le 12 novembre 1954 à Melbourne, est un ancien joueur de tennis professionnel australien.
De fréquentes blessures au dos l'ont empêché de s'exprimer en simple. Joueur de double doté de qualités de réflexe et de détente exceptionnelles, le plus souvent associé à son compatriote Peter McNamara.
Il a remporté cinq tournois du Grand Chelem, quatre en double : deux en Australie et deux à Wimbledon avec McNamara et un en double mixte : Wimbledon 1985 avec Martina Navrátilová. Il est également, avec son partenaire de double Mark Edmonson, le principal artisan de la victoire de l'Australie à la Coupe Davis 1983.

## Parcours dans les tournois duGrand Chelem

### En simple
| Année | Open d'Australie | Open d'Australie | Internationaux de France | Internationaux de France | Wimbledon       | Wimbledon   | US Open         | US Open       | Open d'Australie | Open d'Australie |
| ----- | ---------------- | ---------------- | ------------------------ | ------------------------ | --------------- | ----------- | --------------- | ------------- | ---------------- | ---------------- |
| 1973  | —                | —                | —                        | —                        | 1er tour (1/64) | R. McKinley | —               | —             | n.o.             | n.o.             |
| 1974  | —                | —                | —                        | —                        | —               | —           | —               | —             | n.o.             | n.o.             |
| 1975  | —                | —                | —                        | —                        | —               | —           | —               | —             | n.o.             | n.o.             |
| 1976  | 1er tour (1/32)  | A. Stone         | —                        | —                        | 1er tour (1/64) | R. Case     | —               | —             | n.o.             | n.o.             |
| 1977  | 1er tour (1/32)  | G. Vilas         | 3e tour (1/16)           | A. Panatta               | —               | —           | 1er tour (1/64) | A. Pattison   | 2e tour (1/16)   | R. Ruffels       |
| 1978  | n.o.             | n.o.             | 3e tour (1/16)           | E. Dibbs                 | 1er tour (1/64) | T. Leonard  | —               | —             | 1er tour (1/32)  | Ti. Gullikson    |
| 1979  | n.o.             | n.o.             | —                        | —                        | —               | —           | 2e tour (1/32)  | J. Lloyd      | 1/8 de finale    | V. Amaya         |
| 1980  | n.o.             | n.o.             | 1/8 de finale            | W. Fibak                 | 3e tour (1/16)  | R. Tanner   | 1er tour (1/64) | B. Willenborg | 1/4 de finale    | B. Teacher       |
| 1981  | n.o.             | n.o.             | 1er tour (1/64)          | P. Torre                 | 3e tour (1/16)  | F. González | —               | —             | —                | —                |
| 1982  | n.o.             | n.o.             | —                        | —                        | 1/8 de finale   | J. Connors  | —               | —             | 1/2 finale       | J. Kriek         |
| 1983  | n.o.             | n.o.             | 2e tour (1/32)           | J. Connors               | 2e tour (1/32)  | M. Leach    | 2e tour (1/32)  | T. Moor       | 1/8 de finale    | M. Wilander      |
| 1984  | n.o.             | n.o.             | 3e tour (1/16)           | I. Lendl                 | 1er tour (1/64) | J. McEnroe  | 2e tour (1/32)  | T. Šmíd       | 1er tour (1/64)  | B. Drewett       |
| 1985  | n.o.             | n.o.             | 3e tour (1/16)           | A. Krickstein            | 3e tour (1/16)  | T. Mayotte  | 1er tour (1/64) | J. Kriek      | —                | —                |
| 1986  | n.o.             | n.o.             | 2e tour (1/32)           | E. Jelen                 | 3e tour (1/16)  | Bo. Becker  | 2e tour (1/32)  | T. Wilkison   | n.o.             | n.o.             |
| 1987  | 1er tour (1/64)  | B. Drewett       | 2e tour (1/32)           | E. Sánchez               | 2e tour (1/32)  | P. Cash     | 1er tour (1/64) | M. Chang      | n.o.             | n.o.             |
| 1988  | 3e tour (1/16)   | P. Cash          | —                        | —                        | —               | —           | —               | —             | n.o.             | n.o.             |

N.B. : à droite du résultat se trouve le nom de l'ultime adversaire.

### En double
| Année | Open d'Australie                                                                 | Open d'Australie                                                                 | Internationaux de France                                                      | Internationaux de France                                                       | Wimbledon                                                                       | Wimbledon                                                                        | US Open                                                                          | US Open              | Open d'Australie    | Open d'Australie |
| ----- | -------------------------------------------------------------------------------- | -------------------------------------------------------------------------------- | ----------------------------------------------------------------------------- | ------------------------------------------------------------------------------ | ------------------------------------------------------------------------------- | -------------------------------------------------------------------------------- | -------------------------------------------------------------------------------- | -------------------- | ------------------- | ---------------- |
| 1973  | —                                                                                | —                                                                                | —                                                                             | —                                                                              | 1er tour (1/32) Simpson \|\| style="text-align:left;" \| J. Clifton S. Matthews | —                                                                                | —                                                                                | n.o.                 | n.o.                |                  |
| 1974  | 2e tour (1/16) V. Eke \|\| style="text-align:left;" \| Newcombe T. Roche         | —                                                                                | —                                                                             | —                                                                              | —                                                                               | —                                                                                | —                                                                                | n.o.                 | n.o.                |                  |
| 1975  | 1/8 de finale Stojovic \|\| style="text-align:left;" \| P. Doerner J. James      | —                                                                                | —                                                                             | —                                                                              | —                                                                               | —                                                                                | —                                                                                | n.o.                 | n.o.                |                  |
| 1976  | 1er tour (1/16) J. Soares \|\| style="text-align:left;" \| R. Lewis W. Zirngibl  | —                                                                                | —                                                                             | —                                                                              | —                                                                               | —                                                                                | —                                                                                | n.o.                 | n.o.                |                  |
| 1977  | 1er tour (1/16) McNamara \|\| style="text-align:left;" \| C. Pasarell Van Dillen | 1er tour (1/32) Gardiner \|\| style="text-align:left;" \| I. El Shafei N. Špear  | —                                                                             | —                                                                              | 2e tour (1/16) H. Bunis \|\| style="text-align:left;" \| M. Riessen T. Okker    | 1er tour (1/16) W. Lloyd \|\| style="text-align:left;" \| R. Ruffels A. Stone    |                                                                                  |                      |                     |                  |
| 1978  | n.o.                                                                             | n.o.                                                                             | 2e tour (1/16) J. James \|\| style="text-align:left;" \| G. Mayer H. Pfister  | 1er tour (1/32) Fancutt \|\| style="text-align:left;" \| P. Fleming J. McEnroe | —                                                                               | —                                                                                | 1er tour (1/16) McNamara \|\| style="text-align:left;" \| A. Jarrett J. Smith    |                      |                     |                  |
| 1979  | n.o.                                                                             | n.o.                                                                             | —                                                                             | —                                                                              | —                                                                               | —                                                                                | 2e tour (1/16) L. Álvarez \|\| style="text-align:left;" \| B. Manson A. Pattison | Victoire McNamara    | C. Letcher P. Kronk |                  |
| 1980  | n.o.                                                                             | n.o.                                                                             | 1/8 de finale McNamara \|\| style="text-align:left;" \| B. Manson B. Taróczy  | Victoire McNamara                                                              | R. Lutz S. Smith                                                                | 1/2 finale McNamara \|\| style="text-align:left;" \| P. Fleming J. McEnroe       | Finale McNamara                                                                  | Edmondson K. Warwick |                     |                  |
| 1981  | n.o.                                                                             | n.o.                                                                             | 1/4 de finale McNamara \|\| style="text-align:left;" \| Günthardt B. Taróczy  | 1/2 finale McNamara \|\| style="text-align:left;" \| R. Lutz S. Smith          | —                                                                               | —                                                                                | 1/4 de finale McNamara \|\| style="text-align:left;" \| H. Pfister J. Sadri      |                      |                     |                  |
| 1982  | n.o.                                                                             | n.o.                                                                             | —                                                                             | —                                                                              | Victoire McNamara                                                               | P. Fleming J. McEnroe                                                            | 1er tour (1/32) C. Lewis \|\| style="text-align:left;" \| T. Delatte M. Purcell  | —                    | —                   |                  |
| 1983  | n.o.                                                                             | n.o.                                                                             | 1/8 de finale C. Lewis \|\| style="text-align:left;" \| Gottfried Günthardt   | 1/4 de finale Gottfried \|\| style="text-align:left;" \| A. Järryd Simonsson   | 2e tour (1/16) Gottfried \|\| style="text-align:left;" \| S. Edberg Simonsson   | Victoire Edmondson                                                               | S. Denton S. Stewart                                                             |                      |                     |                  |
| 1984  | n.o.                                                                             | n.o.                                                                             | 1er tour (1/32) P. Cash \|\| style="text-align:left;" \| C. Strode C. Wittus  | Finale P. Cash                                                                 | P. Fleming J. McEnroe                                                           | 1er tour (1/32) P. Cash \|\| style="text-align:left;" \| F. González M. Mitchell | 1er tour (1/32) McNamara \|\| style="text-align:left;" \| Bo. Becker A. Maurer   |                      |                     |                  |
| 1985  | n.o.                                                                             | n.o.                                                                             | 2e tour (1/16) McNamara \|\| style="text-align:left;" \| S. Meister Teltscher | 1/2 finale McNamara \|\| style="text-align:left;" \| Günthardt B. Taróczy      | 1/8 de finale McNamara \|\| style="text-align:left;" \| K. Flach R. Seguso      | —                                                                                | —                                                                                |                      |                     |                  |
| 1986  | n.o.                                                                             | n.o.                                                                             | 1/2 finale Günthardt \|\| style="text-align:left;" \| Fitzgerald T. Šmíd      | 1/8 de finale McNamara \|\| style="text-align:left;" \| Annacone van Rensburg  | 1er tour (1/32) McNamara \|\| style="text-align:left;" \| C. Dunk Teltscher     | n.o.                                                                             | n.o.                                                                             |                      |                     |                  |
| 1987  | 2e tour (1/16) McNamara \|\| style="text-align:left;" \| D. Cahill Kratzmann     | 1er tour (1/32) McNamara \|\| style="text-align:left;" \| B. Scanlon C.-U. Steeb | 1er tour (1/32) McNamara \|\| style="text-align:left;" \| R. Leach T. Pawsat  | 2e tour (1/16) J. Lloyd \|\| style="text-align:left;" \| N. Aerts T. Siegel    | n.o.                                                                            | n.o.                                                                             |                                                                                  |                      |                     |                  |

N.B. : le nom du ou de la partenaire se trouve sous le résultat ; les noms des ultimes adversaires se trouvent à droite.

## Participation aux Masters

### En double
| Année | Ville    | Surface         | Partenaire     | Résultats | Résultat final |
| ----- | -------- | --------------- | -------------- | --------- | -------------- |
| 1980  | New York | Moquette indoor | Peter McNamara | 1v, 1d    | Finaliste      |
| 1981  | New York | Moquette indoor | Peter McNamara | 0v, 1d    | Demi-finaliste |